# Кимберлит
Кимберлит је ултрабазична магматска стена, изливни еквивалент перидотита. Настаје кристализацијом ултрабазичне магме на површи Земље. Ова стена значајна је због тога што у себи може да носи дијаманте. Назив је добила по области Кимберли у Јужноафричкој Републици, где је први пут из ње експлоатисан дијамант. 
Минерали који изграђују кимберлит су:
- оливин (делимично алтерисан),
- секундарни минерали: бронзит, диопсид, флогопит, перовскит, илменит, пирит,
- дијамант.

Структура кимберлита је порфирска, док је његова текстура бречаста.